# Pavla Havlíková
Pavla Havlíková (* 20. dubna 1983 Liberec) je česká cyklistka, závodí v silniční cyklistice, v horské cyklistice i v cyklokrosu. Sama říká, že nejradši má bike, ovšem lepších výsledků v současnosti dosahuje v cyklokrosu. Trénuje jí Miloslav Hollósi. Jezdí za Lawi junior team Jablonec nad Nisou. Jejím dosud nejlepší výsledkem je 2. místo na ME MTB 2001 v kategorii juniorek. Je osminásobná mistryně ČR v cyklokrosu.

## Životopis
V létě 2007 ji pronásledovala jedna nemoc za druhou. Na silnici ani horských kolech tak nemohla zúročit to, co tvrdě natrénovala. Na podzim 2007 se proto vrátila k cyklokrosu, kterému se předtím věnovala v roce 2000. V úvodním závodě série Světového poháru 2007/08 v belgickém Kalmthoutu vybojovala vynikající páté místo, což byl historicky nejlepší výsledek české cyklokrosařsky všech dob. V téže sezóně se stala mistryní ČR, ve Světovém poháru se pravidelně umísťovala v top ten a obsadila celkové 7. místo, na mistrovství Evropy byla šestá. Ještě úspěšnější je v cyklokrosové sezóně 2008/09 – získala dvě bronzová umístění v úvodních dvou závodech seriálu Světového poháru v cyklokrosu (v Kalmthoutu a v Táboře) a zlepšila tak nejlepší historické umístění českých cyklokrosařek (v téže sezóně se jí vyrovnala jedním třetím místem Kateřina Nash).
Kromě závodění vykonává funkci asistentky trenéra mladých závodníků studujících na sportovním gymnáziu v Jablonci. Proto také studuje trenérskou jedničku na FTVS. Na jaře 2008 podepsala dvouletou profesionální smlouvu s opcí v ženském německém týmu Bike–Brothers Team. Ovšem po půlroce smlouvu ukončila, neboť tým neplnil domluvené podmínky. K 1. lednu 2009 podepsala smlouvu do belgického cyklistického týmu AVB Cycling Team. Pavla stále bude působit na jabloneckém gymnáziu a české závody bude absolvovat v dresu KC Kooperativa SG Jablonec n. N.
Kvůli své výšce (150 cm) potřebuje speciální malé kolo. Jezdí na kolech vyrobených na míru. Na jaře 2008 absolvovala operaci nohy, se kterou měla problémy celou zimu. Měla poškozené nervy na noze, což způsobilo, že nemohla hýbat prsty na levé noze.

## Přehled výsledků
2000:
- MS MTBcc juniorky 11. místo
- ME MTBcc juniorky 11. místo
- MS cyklokros ženy 20. místo
- MČR cyklokros ženy 2. místo
- MČR v časovce juniorky 1. místo
- MČR MTBcc juniorky 3. místo

2001:
- ME MTBcc juniorky 2. místo
- EP MTBcc juniorky 1. místo
- MČR MTBcc 1. místo
- MČR silnice juniorky 2. místo
- MČR v časovce juniorky 1. místo

2002:
- MČR v časovce ženy 3. místo
- MČR MTBcc ženy 3. místo

2004:
- ME silnice U23 11. místo
- M-ČR silnice ženy 3. místo

2005:
- ME silnice U23 8. místo
- MČR MTBcc ženy 2. místo
- ČP MTBcc ženy 1. místo

2006:
- MČR MTBcc ženy 2. místo
- MČR v časovce ženy 2. místo
- MČR silnice ženy 2. místo

2007:
- ME cyklokros ženy 6. místo
- Superprestige – Giten 1. místo
- MČR 1/2 maratón ženy 1. místo
- MČR cyklokros ženy 1. místo

2008:
- SP cyklokros 2007/08 7. místo celkově
- MČR MTBcc ženy 1. místo
- MČR cyklokros ženy 1. místo
- SP cyklokros 2008/09 2× 3. místo v jednotlivých závodech
- ME cyklokros ženy 7. místo

2009:
- SP cyklokros 2008/09 6. místo celkově

2012:
- Mistryně republiky v cyklokrosu (Louny 8. 12. 2012).[5]

2013:
- SP cyklokros 2013/14 1× 3. místo v jednotlivých závodech (Tábor)[6]

2015:
- SP cyklokros 2015/16 1× 3. místo v jednotlivých závodech (Valkenburg)[7]